# Університет Костянтина Філософа в Нітрі

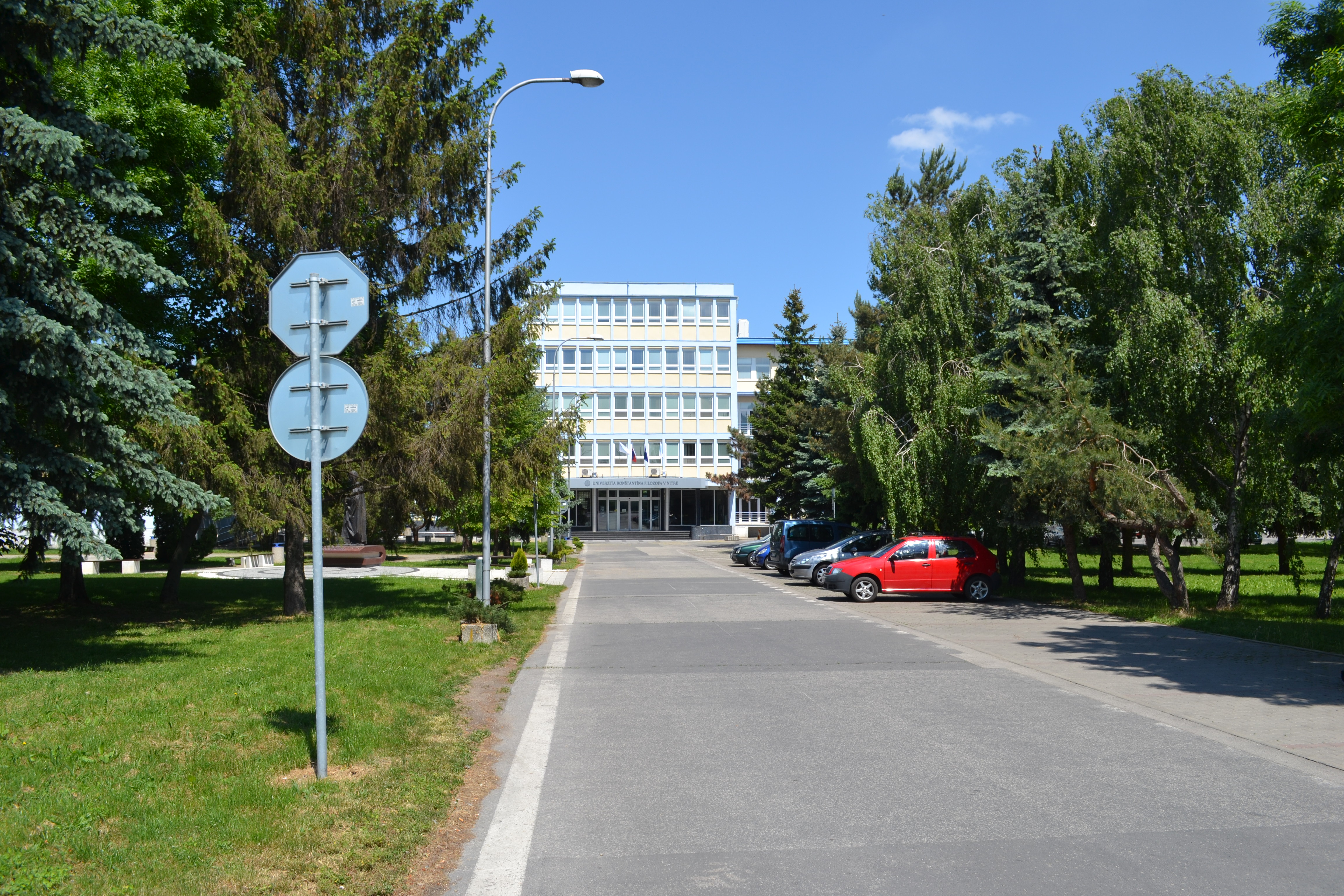
Університет Костянтина Філософа в Нітрі

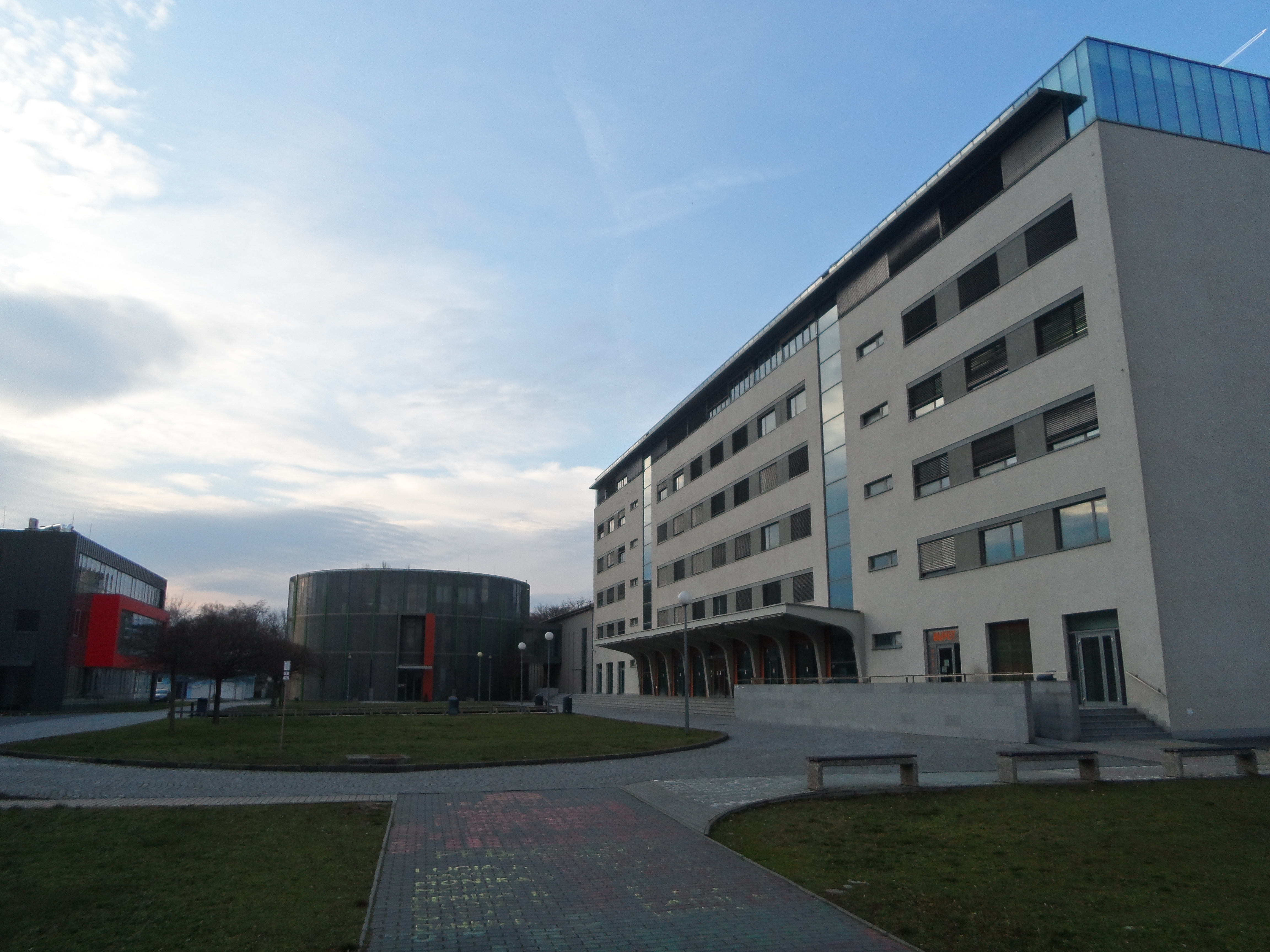
Університетське містечко на пагорбі Зобор — факультет Центрально-європейських досліджень, Філософський факультет, Педагогічний факультет і Університетська бібліотека

Університет Костянтина Філософа в Нітрі, Нітрянській університет імені Костянтина Філософа (словацькою. Univerzita Konštantína Filozofa v Nitre, англ. Constantine the Philosopher University in Nitra, латинск. Universitas Constantiana Philosophii) — публічний вищий навчальний заклад університетського типу в місті Нітра, Словаччина. Університет розвиває Кирило-Мефодіївські традиції і носить ім'я Святого Кирила (827—889), який зіграв значну роль, в тому числі, в історії Словаччини.
Попередником університету був Педагогічний інститут, заснований в місті Нітрі в 1959 році. У 1964 році інститут був скасований і замість нього створено Педагогічний факультет. У 1992 році відбулося злиття Педагогічного факультету і Нітрянської Вищої школи сільського господарства, через що був заснований Нітрянській університет, який в тому ж році був знов розділений на Вищу школу сільського господарства та Вищу школу педагогіки. Теперішню назву університет отримав в 1996 році, коли Нітрянская вища школа педагогіки, відповідно до закону № 324/1996 Зводу законів, була перейменована в Нітрянський університет Костянтина Філософа.
Деканом Університету в даний час є професор Лібор Возар. Кількість студентів — близько 11300, аспірантів — близько 3700, докторантів — більше 400. Університет є членом Європейської асоціації університетів.

## Відомі особистості
- Ян Куцяк — викладач кафедри журналістики, словацький журналіст, що розслідував високопоставлену корупцію в Словаччині, через що був убитий 2018 року

## Факультети
Нітрянській університет імені Костянтина Філософа складається з наступних факультетів:
- Факультет природничих наук
- Факультет суспільних наук і охорони здоров'я
- Факультет Центрально-європейських досліджень
- Філософський факультет
- Педагогічний факультет